# 1054 км (колійний пост)
1054 кілометр — залізничний колійний пост Знам'янської дирекції Одеської залізниці на лінії Висоцьке — Помічна.
Розташований поблизу села Миколаївка Добровеличківського району Миколаївської області між станціями Олійникове (13 км) та Помічна (4 км).
Станом на кінець квітня 2017 року на платформі не зупиняються приміські поїзди.